# Australian Open 1987
| ◄ Australian Open 1987 ►                                            | ◄ Australian Open 1987 ►           |
| ------------------------------------------------------------------- | ---------------------------------- |
| Datum:                                                              | 12.–25. Januar 1987                |
| Auflage:                                                            | 75. Australian Open                |
| Ort:                                                                | Melbourne                          |
| Belag:                                                              | Rasen                              |
| Titelverteidiger                                                    |                                    |
| Herreneinzel:                                                       | Stefan Edberg                      |
| Dameneinzel:                                                        | Martina Navratilova                |
| Herrendoppel:                                                       | Paul Annacone Christo van Rensburg |
| Damendoppel:                                                        | Martina Navratilova Pam Shriver    |
| Sieger                                                              |                                    |
| Herreneinzel:                                                       | Stefan Edberg                      |
| Dameneinzel:                                                        | Hana Mandlíková                    |
| Herrendoppel:                                                       | Stefan Edberg Anders Järryd        |
| Damendoppel:                                                        | Martina Navratilova Pam Shriver    |
| Mixed:                                                              | Zina Garrison Sherwood Stewart     |
| Grand Slams 1987                                                    |                                    |
| - Australian Open - French Open - Wimbledon Championships - US Open |                                    |

Die Australian Open 1987 fanden vom 12. bis 25. Januar 1987 in Melbourne statt. Es handelte sich um die 75. Auflage des Grand-Slam-Turniers in Australien.
Erstmals seit 1969 wurde auch wieder ein Mixed-Doppel bei den Australian Open ausgetragen.
Titelverteidiger im Einzel waren Stefan Edberg bei den Herren sowie Martina Navratilova bei den Damen. Im Herrendoppel waren dies Paul Annacone und Christo van Rensburg, im Damendoppel Martina Navratilova und Pam Shriver.

## Herreneinzel

### Setzliste
| Nr. | Spieler        | Erreichte Runde |
| --- | -------------- | --------------- |
| 01. | Ivan Lendl     | Halbfinale      |
| 02. | Boris Becker   | Achtelfinale    |
| 03. | Yannick Noah   | Viertelfinale   |
| 04. | Stefan Edberg  | Sieg            |
| 05. | Henri Leconte  | 3. Runde        |
| 06. | Miloslav Mečíř | Viertelfinale   |
| 07. | Brad Gilbert   | 3. Runde        |
| 08. | Kevin Curren   | 3. Runde        |

| Nr. | Spieler         | Erreichte Runde |
| --- | --------------- | --------------- |
| 09. | Anders Järryd   | Viertelfinale   |
| 10. | Johan Kriek     | 2. Runde        |
| 11. | Pat Cash        | Finale          |
| 12. | Milan Šrejber   | 2. Runde        |
| 13. | Robert Seguso   | Achtelfinale    |
| 14. | Tim Wilkison    | Achtelfinale    |
| 15. | Jakob Hlasek    | 2. Runde        |
| 16. | Ramesh Krishnan | 3. Runde        |

## Dameneinzel

### Setzliste
| Nr. | Spielerin            | Erreichte Runde |
| --- | -------------------- | --------------- |
| 01. | Martina Navratilova  | Finale          |
| 02. | Hana Mandlíková      | Sieg            |
| 03. | Pam Shriver          | Viertelfinale   |
| 04. | Helena Suková        | Achtelfinale    |
| 05. | Claudia Kohde-Kilsch | Halbfinale      |
| 06. | Manuela Maleeva      | Achtelfinale    |
| 07. | Zina Garrison        | Viertelfinale   |
| 08. | Lori McNeil          | Viertelfinale   |

| Nr. | Spielerin          | Erreichte Runde |
| --- | ------------------ | --------------- |
| 09. | Robin White        | 3. Runde        |
| 10. | Catarina Lindqvist | Halbfinale      |
| 11. | Wendy Turnbull     | Achtelfinale    |
| 12. | Carling Bassett    | Achtelfinale    |
| 13. | Terry Phelps       | 2. Runde        |
| 14. | Jo Durie           | Achtelfinale    |
| 15. | Dianne Balestrat   | 3. Runde        |
| 16. | Rosalyn Fairbank   | 2. Runde        |

## Herrendoppel

### Setzliste
| Nr. | Paarung                            | Erreichte Runde |
| --- | ---------------------------------- | --------------- |
| 01. | Stefan Edberg Anders Järryd        | Sieg            |
| 02. | Boris Becker Slobodan Živojinović  | Achtelfinale    |
| 03. | Ken Flach Robert Seguso            | Halbfinale      |
| 04. | Paul Annacone Christo van Rensburg | Halbfinale      |
| 05. | Scott Davis Brad Gilbert           | 2. Runde        |
| 06. | Pat Cash Gary Donnelly             | Achtelfinale    |
| 07. | John Fitzgerald Johan Kriek        | 2. Runde        |
| 08. | Jakob Hlasek Sherwood Stewart      | Achtelfinale    |

| Nr. | Paarung                      | Erreichte Runde |
| --- | ---------------------------- | --------------- |
| 09. | Mark Edmondson Kim Warwick   | 2. Runde        |
| 10. | Broderick Dyke Wally Masur   | Viertelfinale   |
| 11. | Darren Cahill Mark Kratzmann | Viertelfinale   |
| 12. | Gary Muller Todd Nelson      | Viertelfinale   |
| 13. | Eddie Edwards Danie Visser   | Achtelfinale    |
| 14. | Kevin Curren Henri Leconte   | Achtelfinale    |
| 15. | Leonardo Lavalle Brad Pearce | 2. Runde        |
| 16. | Peter Doohan Laurie Warder   | Finale          |

## Damendoppel

### Setzliste
| Nr. | Paarung                            | Erreichte Runde |
| --- | ---------------------------------- | --------------- |
| 01. | Martina Navratilova Pam Shriver    | Sieg            |
| 02. | Claudia Kohde-Kilsch Helena Suková | Halbfinale      |
| 03. | Hana Mandlíková Wendy Turnbull     | Viertelfinale   |
| 04. | Betsy Nagelsen Elizabeth Smylie    | 1. Runde        |

| Nr. | Paarung                       | Erreichte Runde |
| --- | ----------------------------- | --------------- |
| 05. | Elise Burgin Rosalyn Fairbank | 1. Runde        |
| 06. | Gigi Fernández Robin White    | Achtelfinale    |
| 07. | Zina Garrison Lori McNeil     | Finale          |
| 08. | Jo Durie Anne Hobbs           | Viertelfinale   |

## Mixed

### Setzliste
| Nr. | Paarung                           | Erreichte Runde |
| --- | --------------------------------- | --------------- |
| 01. | John Fitzgerald Elizabeth Smylie  | Achtelfinale    |
| 02. | Paul Annacone Martina Navratilova | Halbfinale      |
| 03. | Kim Warwick Wendy Turnbull        | Achtelfinale    |
| 04. | Sherwood Stewart Zina Garrison    | Sieg            |

| Nr. | Paarung                         | Erreichte Runde |
| --- | ------------------------------- | --------------- |
| 05. | Mark Edmondson Rosalyn Fairbank | Achtelfinale    |
| 06. | Mark Kratzmann Jenny Byrne      | Achtelfinale    |
| 07. | Leonardo Lavalle Gigi Fernández | 1. Runde        |
| 08. | Gary Donnelly Carling Bassett   | Achtelfinale    |

## Juniorendoppel

### Setzliste
| Nr. | Paarung                           | Erreichte Runde |
| --- | --------------------------------- | --------------- |
| 01. | Diego Nargiso Eduardo Rossi       | Halbfinale      |
| 02. | Shane Barr Bryan Roe              | Finale          |
| 03. | Jason Stoltenberg Todd Woodbridge | Sieg            |
| 04. | Adam Anderson Richard Fromberg    | 1. Runde        |

| Nr. | Paarung                              | Erreichte Runde |
| --- | ------------------------------------ | --------------- |
| 05. | Johan Anderson Carl Turich           | Halbfinale      |
| 06. | Jason Carriage Gunter Van Der Veeren | Viertelfinale   |
| 07. | Mark Hopkins Neil Prickett           | Viertelfinale   |
| 08. | Igor Jovanović John Marinov          | 1. Runde        |

## Juniorinnendoppel

### Setzliste
| Nr. | Paarung                        | Erreichte Runde |
| --- | ------------------------------ | --------------- |
| 01. |                                |                 |
| 02. | Genevieve Dwyer Danielle Jones | Finale          |
| 03. |                                |                 |
| 04. | Michelle Bowrey Tracey Moyle   | Halbfinale      |